# Elisabeth Herzog-von der Heide

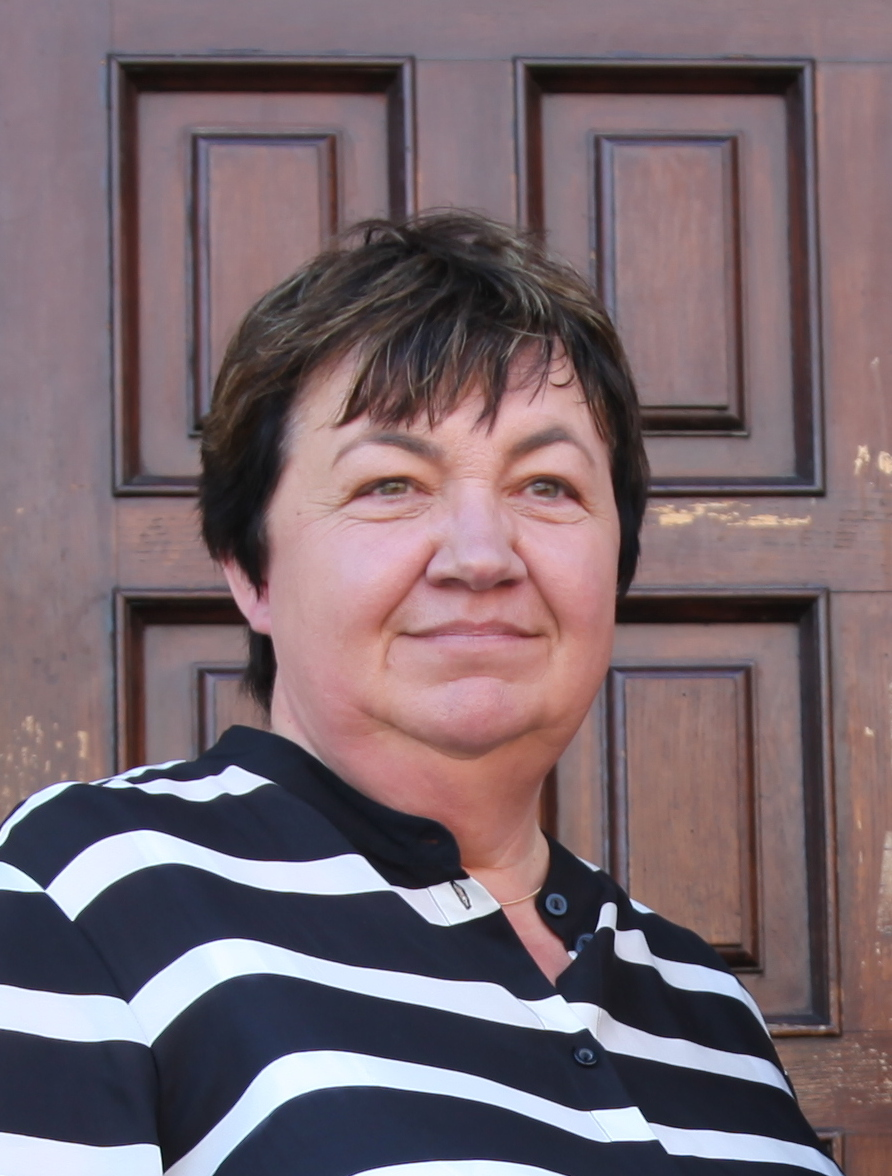
Elisabeth Herzog-von der Heide (2017)

Elisabeth Herzog-von der Heide (* 1962 in Harkemissen) ist eine deutsche Kommunalpolitikerin (SPD). Seit Januar 2002 ist sie Bürgermeisterin der Stadt Luckenwalde in Brandenburg.
Nach ihrem Studium der Rechtswissenschaften arbeitete sie zunächst als Rechtsanwältin in Düsseldorf, bevor sie nach der Wiedervereinigung 1991 als Dezernentin für Recht in die Stadtverwaltung von Luckenwalde wechselte.
1995 wurde sie zur Beigeordneten der Stadt gewählt. Herzog-von der Heide wurde nach am 2. Dezember 2001 gewonnener Stichwahl am 5. Januar 2002 offiziell von der Stadtverordnetenversammlung als Bürgermeisterin berufen, am 27. September 2009 wiedergewählt und am 24. September 2017 mit 57,3 % der gültigen Stimmen für weitere acht Jahre in ihrem Amt bestätigt. 2025 wird sie nach 24 Jahren im Amt nicht erneut antreten.
Während ihrer Amtszeit erlangte sie überregionale Aufmerksamkeit durch den sogenannten Kopftuchstreit im Jahr 2016. Damals wurde einer palästinensischen Praktikantin gekündigt, weil sie ihr Kopftuch bei der Arbeit nicht ablegen wollte. Nach öffentlicher Kritik lenkte Herzog-von der Heide ein, und die Praktikantin konnte ihre Tätigkeit bei der kommunalen Wohnungsgesellschaft fortsetzen.
Herzog-von der Heide gehört dem Präsidium des Städte- und Gemeindebundes Brandenburg und ist stellvertretende Vorsitzende des Rundfunkrats des Rundfunks Berlin-Brandenburg.